# 2-Methyl-1-butanol
2-Methyl-1-butanol ist eine chemische Verbindung aus der Gruppe der Alkohole. Es ist eines der acht Strukturisomeren der Pentanole.

## Isomerie
Die Verbindung kommt in zwei enantiomeren Formen (bzw. als Racemat) vor.
| Isomere von 2-Methyl-1-butanol |                            |                            |
| Name                           | (S)-(−)-2-Methyl-1-butanol | (R)-(+)-2-Methyl-1-butanol |
| Strukturformel                 | (S)-(−)-2-Methyl-1-butanol | (R)-(+)-2-Methyl-1-butanol |
| CAS-Nummer                     | 1565-80-6                  | 616-16-0                   |
| CAS-Nummer                     | 137-32-6 (unspez.)         |                            |
| EG-Nummer                      | 216-366-1                  | 612-181-9                  |
| EG-Nummer                      | 205-289-9 (unspez.)        |                            |
| ECHA-Infocard                  | 100.014.879                | 100.115.874                |
| ECHA-Infocard                  | 100.004.809 (unspez.)      |                            |
| PubChem                        | 2723602                    | 637572                     |
| PubChem                        | 8723 (unspez.)             |                            |
| Wikidata                       | Q27122155                  | Q27122154                  |
| Wikidata                       | Q209425 (unspez.)          |                            |

## Vorkommen
2-Methyl-1-butanol kommt natürlich in Gemüsekohl (Brassica oleracea), Spanischem Pfeffer (Capsicum annuum), Grüner Minze (Mentha spicata), Gartenbohne (Phaseolus vulgaris), Heidelbeeren (Vaccinium myrtillus) Aprikosen, Orangen, Papaya, Wiesenklee (Trifolium pratense), Mais (Zea mays), Myrte (Myrtus communis), Tomaten, Pelargonien (Pelargonium graveolens), Piment (Pimenta dioica) und Harfensträuchern (Plectranthus coleoides) vor.

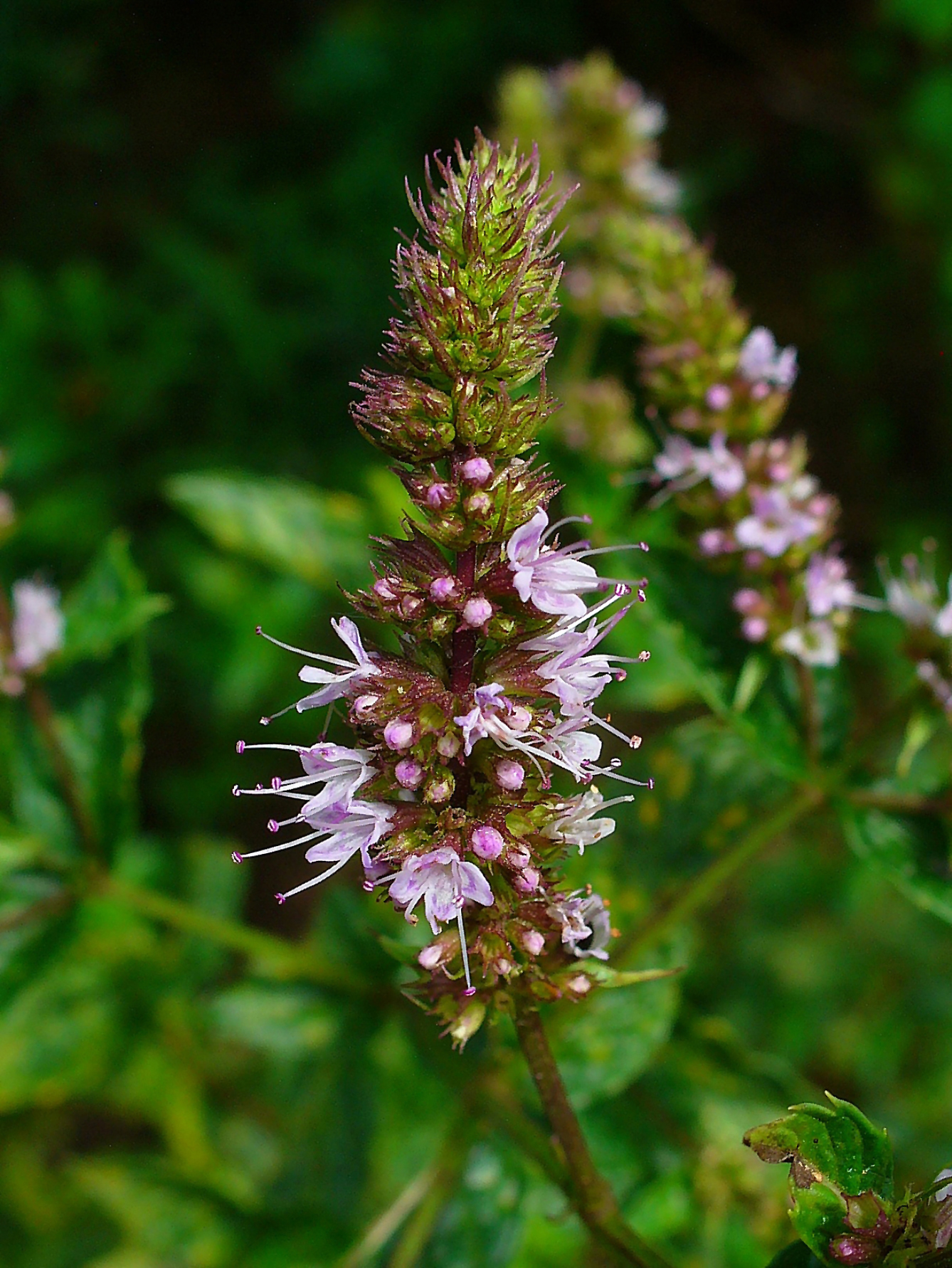
Grüne Minze
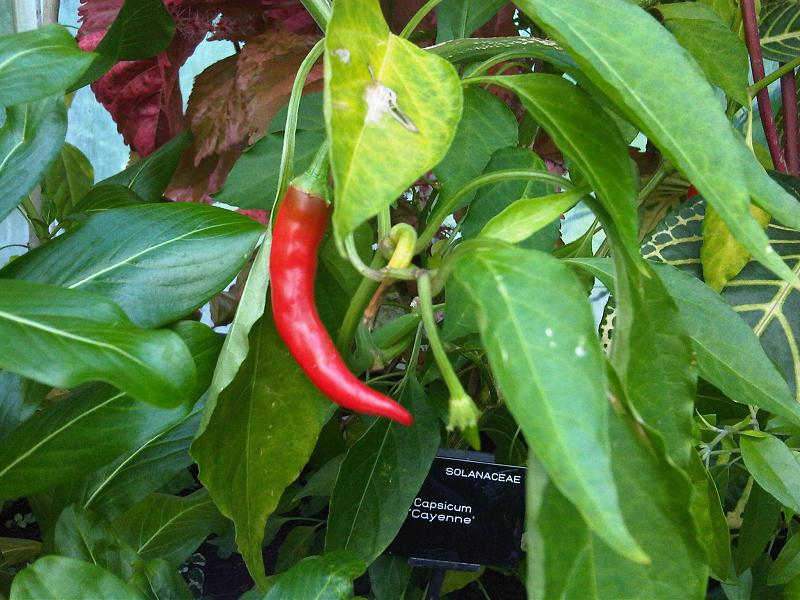
Spanischer Pfeffer
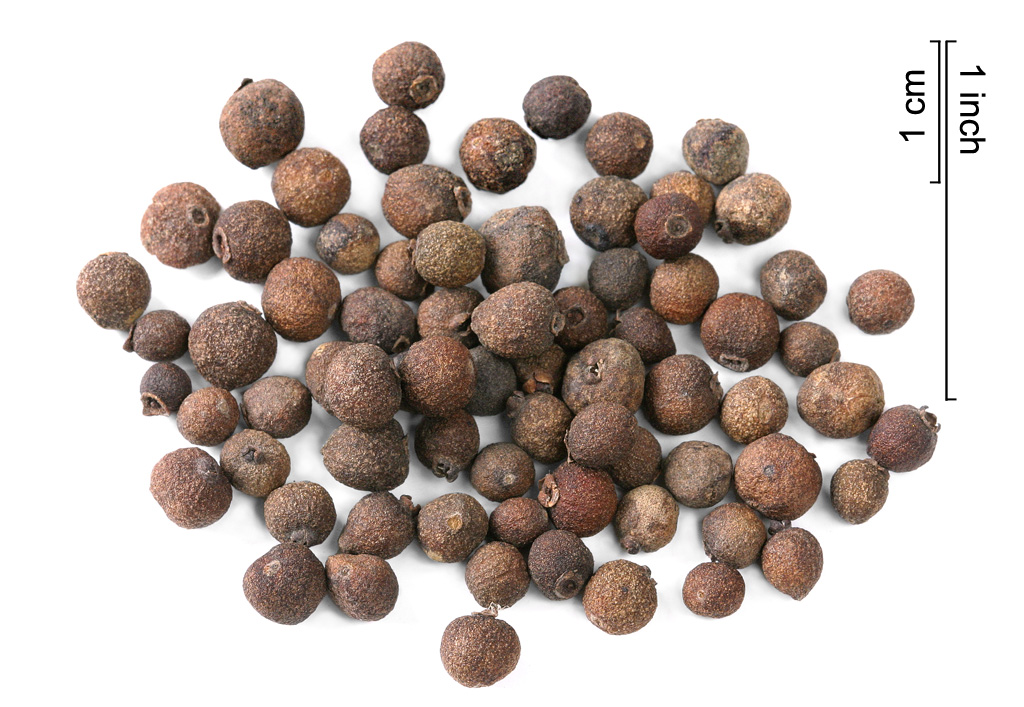
Piment
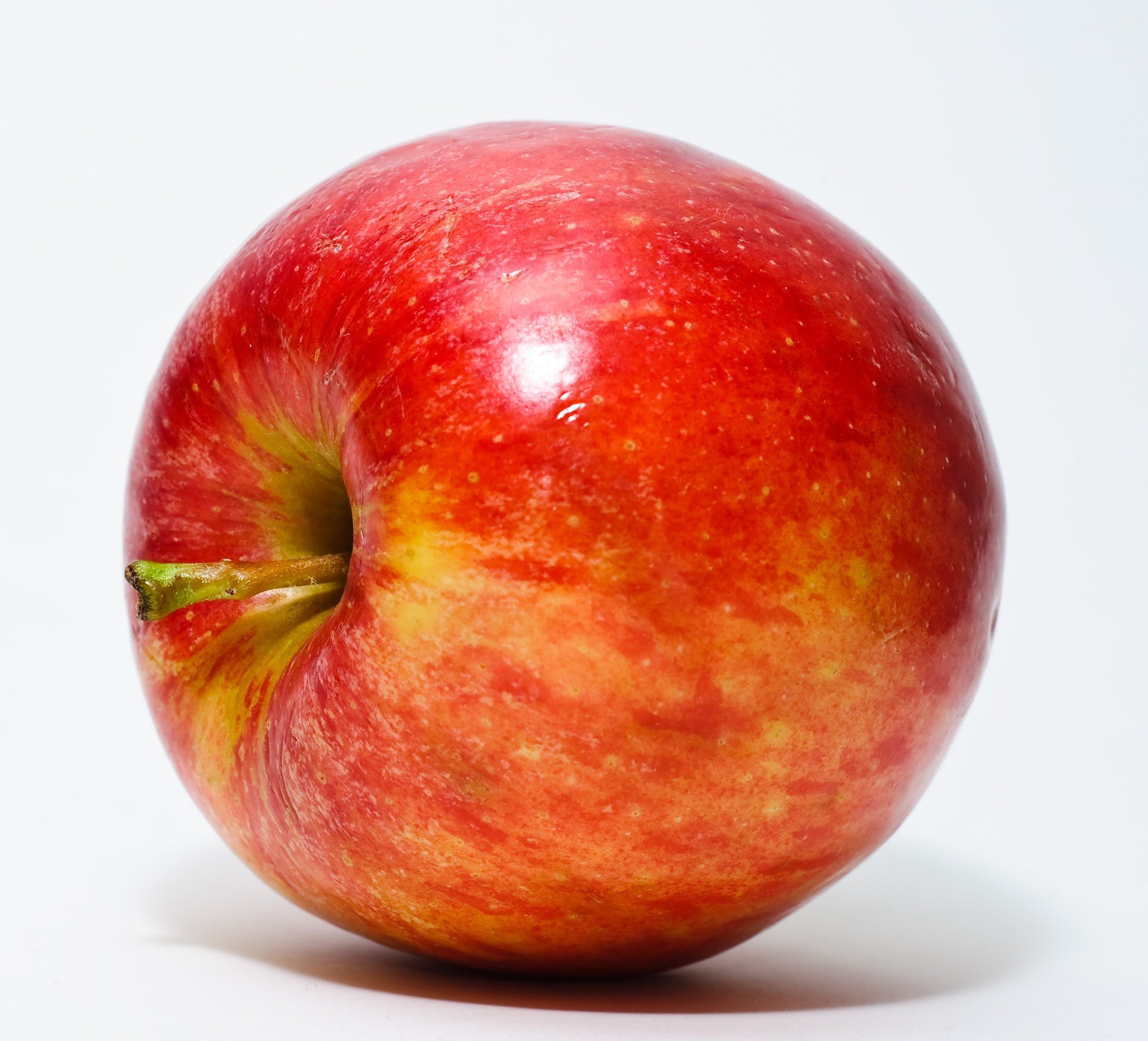
Apfel

(S)-(−)-2-Methyl-1-butanol kommt natürlich in praktisch allen Früchten (z. B. Äpfeln), Wein, Bier und anderen Spirituosen vor. Das Isomer entsteht bei der alkoholischen Gärung als Nebenprodukt aus den Aminosäuren Leucin und Isoleucin.
(R)-(+)-2-Methyl-1-butanol ist als Bestandteil vom Schimmelgeruch nachweisbar.

## Gewinnung und Darstellung
(RS)-2-Methyl-1-butanol kann durch Hydroformylierung aus n-Butenen mit einer Mischung aus Kohlenstoffmonoxid und Wasserstoff in Gegenwart eines Cobalthydrocarbonyl-Katalysators dargestellt werden, wobei sich eine Mischung von isomeren C5-Aldehyden bildet, die dann zum zugehörigen Amylalkohol hydriert werden. Eine Chlorierung von Pentanen ist ebenfalls möglich.
(S)-(−)-2-Methyl-1-butanol wird durch Fraktionierung von Fuselölen gewonnen.

## Eigenschaften
(S)-(−)-2-Methyl-1-butanol ist ein entzündliche, flüchtige, farblose Flüssigkeit, die löslich in Wasser ist. Sie besitzt eine Geruchsschwelle von 45 µg·m−3.
Der Alkohol hat einen Geruch nach Röstaromen mit einer fruchtigen oder alkoholischen Note.

## Verwendung
(S)-(−)-2-Methyl-1-butanol wird dem Chiral Pool zugerechnet und wird bei organischen Synthesen (Einführung einer aktiven Amylgruppe) verwendet. In den USA wird es als biochemischer Wirkstoff (Lockmittel) für Hornissen und Wespen in Fallen eingesetzt. In der Europäischen Union ist es durch die Verordnung (EG) Nr. 1334/2008 unter der FL-Nummer 02.076 als Aromastoff zugelassen.

## Sicherheitshinweise
Die Dämpfe von 2-Methyl-1-butanol können mit Luft ein explosionsfähiges Gemisch (Flammpunkt 40 °C, Zündtemperatur 340 °C) bilden. Weiterhin haben sie eine narkotische Wirkung.